# Trójkąt Chipaulta

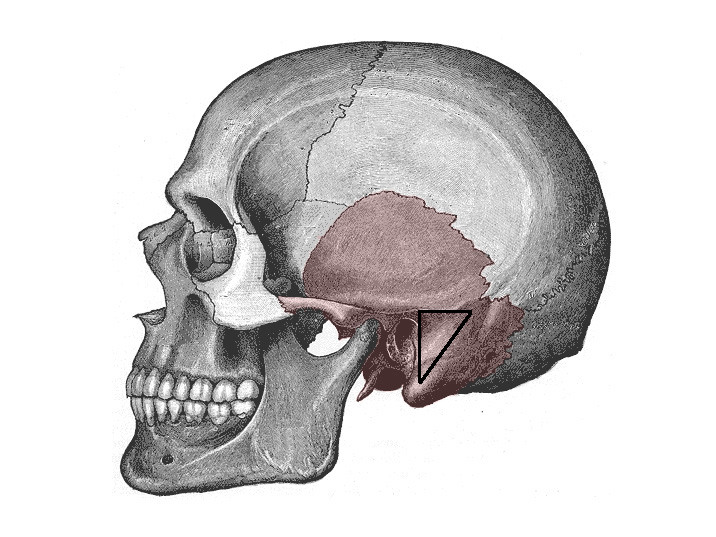
Trójkąt Chipaulta

Trójkąt Chipaulta – trójkątny obszar na kości skroniowej człowieka, będący elementem topograficznym w otochirurgii, wyznaczającym położenie jamy sutkowej na bocznej powierzchni kości skroniowej. 
Ograniczenia:
- od góry – linia skroniowa dolna,
- od przodu – linia przechodząca od kolca nadprzewodowego kości skroniowej skośnie dół ku szczytowi wyrostka sutkowego,
- od tyłu – linia pionowa przechodząca przez szczyt wyrostka sutkowego.